# Adolf Bergman
Adolf Bergman (ur. 14 kwietnia 1879 w Broby, zm. 14 maja 1926 w Sztokholmie) – szwedzki przeciągacz liny, złoty medalista igrzysk olimpijskich.
Bergman reprezentował Szwecję na Letnich Igrzyskach Olimpijskich 1912 w Sztokholmie. Był członkiem drużyny rywalizującej w przeciąganiu liny, która składała się z siedmiu policjantów i rybaka. W jedynym pojedynku rozgrywanym w ramach tej dyscypliny Szwedzi pokonali reprezentantów Wielkiej Brytanii.
Był funkcjonariuszem sztokholmskiej policji, skrzypkiem i członkiem policyjnego klubu sportowego Stockholmspolisens IF.